# Trøim
Trøim, også kendt som Hemsedal sentrum, er en by og kommunecenter i Hemsedal kommune i Viken fylke i Norge. Byen har 774 indbyggere (2012), og heri findes blandt andet Hemsedal Kirke og flere hoteller. Byen har sit navn efter gården Trøim.